# Robert Condall
Robert Condall DD foi um padre na Inglaterra durante o final do século 16 e início do século 17.
Condall foi membro do Brasenose College, Oxford. Ele foi incorporado em Cambridge em 1574. Ele teve residências em Wytham, Little Staughton e Edgworth. Condall foi o arquidiácono de Huntingdon de 1576 até à sua morte em 1612.